# Nalin Pekgul
Nalin Baksi, gift Pekgul, född 30 april 1967 i Batman (Êlih) i Turkiet, är en kurdisk-svensk politiker (socialdemokrat) och sjuksköterska, som var riksdagsledamot 1994–2002.

## Biografi
Nalin Pekgul föddes i staden Batman i sydöstra Turkiet, men flydde till Sverige tillsammans med sin familj i samband med den turkiska militärkuppen 1980, då hon var 13 år gammal. Hon är syster till samhällsdebattören och författaren Kurdo Baksi och brorsdotter till författaren Mahmut Baksi.
Pekgul är utbildad sjuksköterska, något hon arbetat med såväl innan som efter sitt riksdagsuppdrag för Socialdemokraterna.

## Politisk verksamhet och samhällsengagemang
År 1982 gick hon med i SSU i Tensta, nordvästra Stockholm.[källa behövs]
I slutet på 1980-talet var hon med om att starta hjälp med läxläsning för barn och ungdomar i Tensta.[källa behövs]
Hon var riksdagsledamot 1994–2002 och ordförande för Sveriges socialdemokratiska kvinnoförbund (S-kvinnor) 2003–2011.[källa behövs]
I debatten har hon tagit ställning för progressiv islam och islamisk feminism, och ett tydligt avstånd från islamistisk extremism. Hon har även tagit ställning för monarkin, kallar sig rojalist och har motionerat om att Socialdemokraterna ska stryka kravet på republik ur sitt partiprogram.
2011 lämnade hon politiken, och har i efterhand förklarat att det berodde på att hon blivit utsatt för hat och hot när hon kritiserade andra muslimer för att vara extremister.
När hon lämnade politiken började hon arbeta som sjuksköterska i psykiatrin, men har fortsatt skriva debattartiklar och påbörjat en bok om hennes släkts historia.
Efter sju års frånvaro från politiken gjorde  Pekgul en tillfällig politisk comeback inför valet 2018 för att kampanja mot bland annat religiös extremism och hedersförtryck tillsammans med Ann-Sofie Hermansson.